# Assemblée nationale (Jordanie)
Pour les autres articles nationaux ou selon les autres juridictions, voir Assemblée nationale.
Édifice du parlement
L'Assemblée nationale (en arabe : مجلس الأمة الأردني, Majlis Al-Umma) — aussi appelée Parlement — est l'organe législatif bicaméral du royaume hachémite de Jordanie. Sa chambre basse est la Chambre des représentants (Majlis al-Nuwaab) et sa chambre haute est le Sénat (Majlis al-Aayan). Son fonctionnement est défini lors de l'indépendance du royaume, par la Constitution de 1952.
Le Sénat compte 69 membres, qui sont tous directement nommés par le roi (actuellement Abdallah II), tandis que la Chambre des représentants compte 138 membres élus, avec des sièges réservés : deux pour les chrétiens, un pour les minorités circassiennes et tchétchènes, et un tiers des sièges de la chambre pour les femmes. La Constitution garantie que le Sénat ne peut représenter plus de la moitié de la taille de la Chambre des représentants, les membres des deux chambres siègent pour un mandat de quatre ans.

## Composition
Les sénateurs ont un mandat de quatre ans et sont nommés par le roi et ne peuvent exercer qu'un mandat. Les sénateurs doivent être âgés d'au moins quarante ans et avoir occupé des postes supérieurs dans le gouvernement, à la Chambre des représentants ou l'armée.
Les représentants sont élus pour un mandat de quatre ans et les candidats doivent être âgés de plus de trente-cinq, ne peuvent être liés à la famille royale et ne doivent pas avoir d'intérêts financiers dans les contrats gouvernementaux. Dans le système des élections de 2013, 27 sièges (18 %) ont été attribués aux partis politiques, selon un système de représentation proportionnelle établi par une réforme électorale. Quinze sièges sont réservés à des femmes (élues) et les 108 autres sont pourvus par scrutin uninominal majoritaire à un tour dans autant de circonscriptions.

## Procédure législative
Les deux Chambres organisent les débats et les votes sur la base de l'article 95 de la Constitution. Les propositions sont formulées par le Premier ministre auprès des comités de la Chambre des représentants où elles sont acceptées, modifiées ou rejetées. En cas d'approbation, le gouvernement rédige un projet de loi qui est examiné en séance à la Chambre et s'il est approuvé, il est envoyé au Sénat pour un débat et un vote. Si le Sénat donne son approbation, le projet est transmis au roi qui donne son consentement ou le rejette. Dans ce second cas, le projet de loi est réexaminé selon le même processus. Si les deux Chambres votent le projet de loi par une majorité des deux tiers, il devient une loi du Parlement.
La Constitution ne prévoit pas un contrepoids suffisant à l'Assemblée nationale jordanienne pour outrepasser la décision du roi. Pendant la suspension du Parlement entre 2001 et 2003, l'étendue du pouvoir du roi Abdallah II a été accrue avec l'adoption de 110 lois temporaires. Deux de ces lois concernaient le mode de scrutin et ont été perçues comme réduisant le pouvoir du Parlement.